# Brian Domínguez
Brian Domínguez (Posadas, Misiones, Argentina, 16 de mayo de 1996) es un futbolista Argentina. Juega de defensor y su actual equipo es el Guaraní Antonio Franco del Torneo Regional Federal Amateur.

## Trayectoria

### Crucero del Norte
Debutó con Crucero el 10 de noviembre de 2015 en la derrota 2-0 contra Aldosivi. Se mantuvo varios años en el club de Garupá, hasta llegar al club rival, Guaraní Antonio Franco.

### Guaraní Antonio Franco
Luego de llegar al club de Villa Sarita en 2019, formó parte del plantel franjeado que llegaría a la final por el ascenso al Torneo Federal A contra Juventud Antoniana. Luego de perder aquella final, Domínguez seguiría en Guaraní para salir campeón de la Liga Posadeña de Fútbol.
También disputó algunos partidos de la Copa de la Federación Misionera de Fútbol (Fe.Mi.Fu), copa que terminaría ganando el equipo franjeado, pero Domínguez no llegó hasta las instancias finales ya que pasaría a préstamo unos meses a Guaraí de Trinidad, dónde disputó algunos partidos de la Segunda División de Paraguay.
Luego de haber finalizado el préstamo en el club paraguayo, volvería a Guaraní para disputar el Torneo Regional Federal Amateur 2022-23.

## Clubes
| Club                    | País      | Año           |
| ----------------------- | --------- | ------------- |
| Crucero del Norte       | Argentina | 2015-2019     |
| Guaraní Antonio Franco  | Argentina | 2019-presente |
| Club Guaraní (Trinidad) | Paraguay  | 2022-2022     |